# Insula Howland
Insula Howland (engl.: Howland Island) este o insulă mică, un atol din Oceanul Pacific de nord, în apropierea insulelor Phoenix. Insula aparține Statelor Unite ale Americii având statutul de teritoriu neîncorporat SUA.

## Geografie
Insula este amplasată la 3 100 km sud-vest de Honolulu la jumătatea distanței dintre Hawaii și Australia fiind cu numai 79 km deasupra ecuatorului. Insula se ridică cu 6 m deasupra nivelului mării având o suprafață de 1,85 km² fiind înconjurată de un riff de corali, neavând izvoare cu apă dulce.

## Istoric

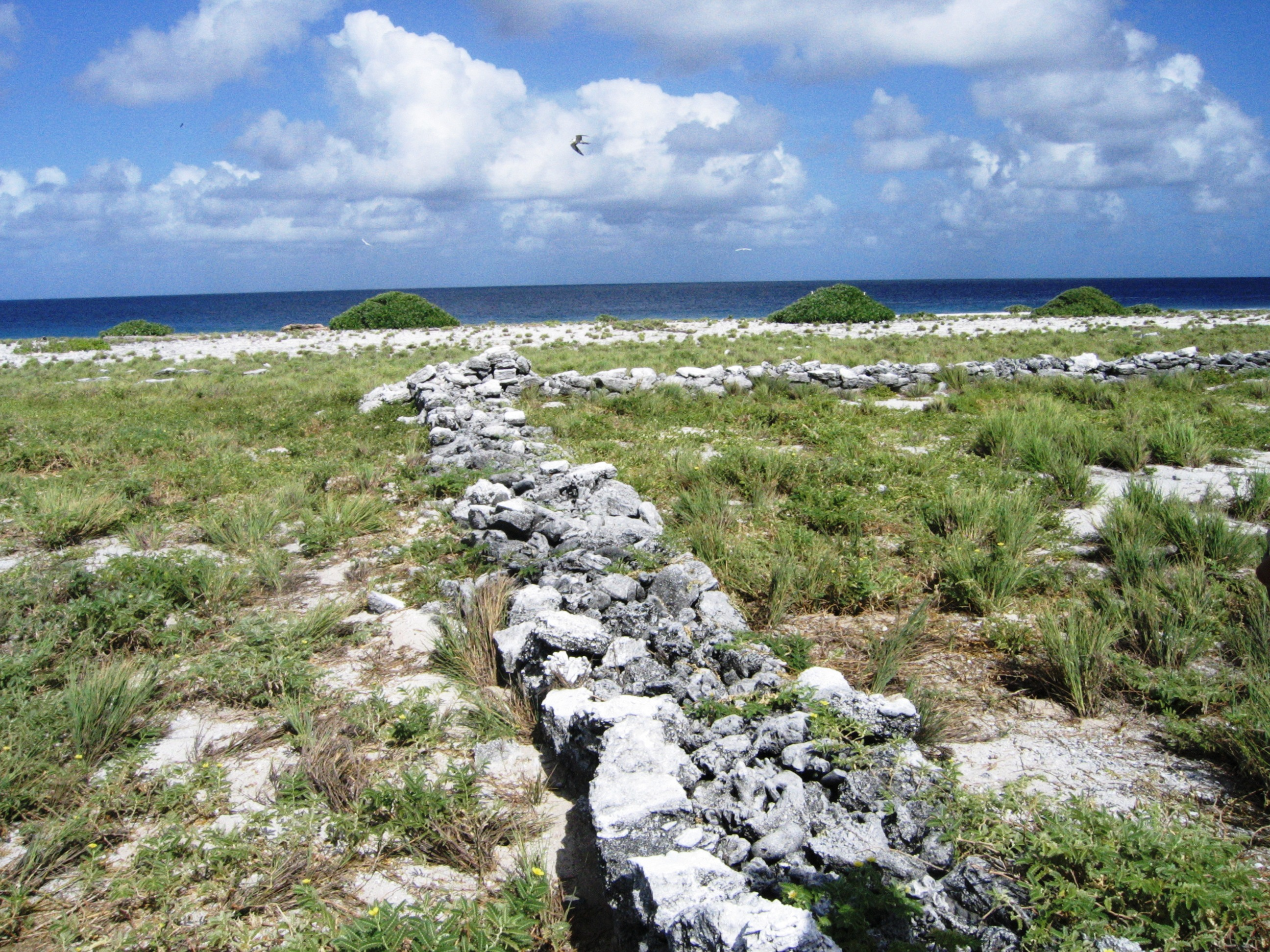
Ruinele coloniei Itascatown

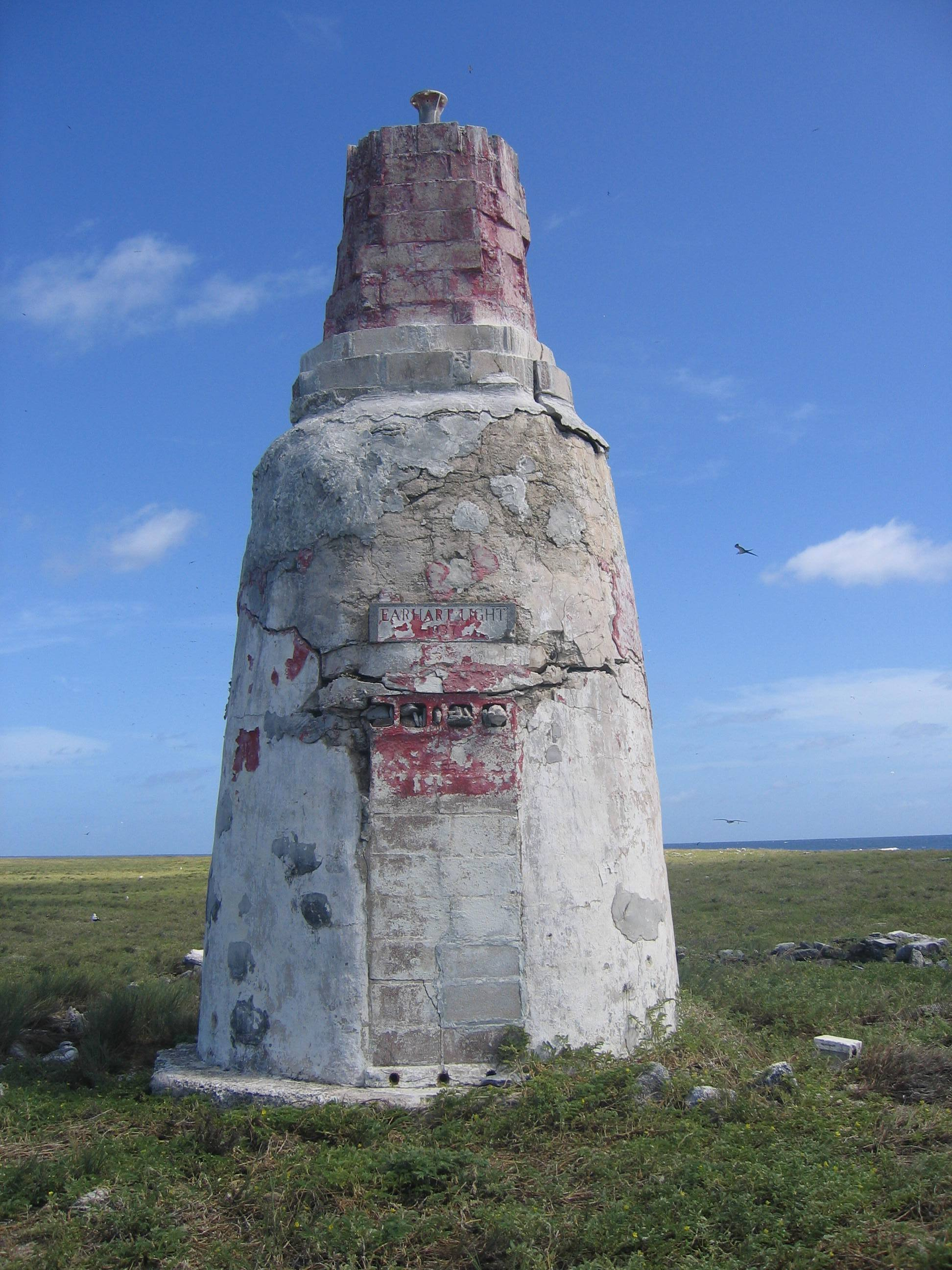
Turnul de semnalizare Amelia Earhart

Denumirea insulei provine de la George E. Netcher, căpitanul balenierei Isabella, care denumește insula după numele matrozului care a descoperit-o la data de 9 septembrie 1842, deși insula fiusese deja descoperită anterior,în anul 1822, de George B. Worth căpitanul balenierei Oeno.
La data de 5 februarie 1857 insula a fost anexată de SUA pe baza legii Guano Islands Act pentru exploatarea depozitelor de guano. După epuizarea acestor rezerve 1890), insula devine mai puțin interesantă din punct de vedere economic pentru SUA.
În 1935 se încearcă popularea fără succes a insulelor Howland Baker și Jarvis, în acest scop au fost aduse patru persoane din Hawaii, mica colonie fiind numită Itascatown după numele vaporului Itasca care i-a transportat.
În timpul celui de al doilea război mondial, la un atac aerian japonez din 8 decembrie 1941, mor două persoane din cei patru coloniști aduși pe insulă.
Cei doi supraviețuitori au fost luați la bord la data de 31 ianuarie 1942 de o navă militară americană, colonia fiind distrusă.
Din anul 1980 insula aparține Ministerului de Interne American fiind administrat ca Howland Island National Wildlife Refuge (rezervație naturală pentru păsările sălbatice), vizitarea insulei se poate face numai cu aprobare specială.